# لئونید اوسیپوف
لئونید اوسیپوف (روسی: Леонид Михайлович Осипов؛ زادهٔ ۶ فوریهٔ ۱۹۴۳ – درگذشته ۵ نوامبر ۲۰۲۰) بازیکن واترپلو اهل شوروی بود.